# Иво Кушанић
Иво Кушанић (Загреб, 9. мај 1924 — Београд, 21. март 2003) био је српски карикатуриста, графичар и илустратор.
Од 1962. до 2003. живео је у Београду.